# Екліптика

При спостереженні із Землі здається, що Сонце протягом року рухається відносно нерухомих зір вздовж екліптики.

Екліптика та небесний екватор

Еклі́птика (від грец. έκλειψις — затемнення) — площина орбіти Землі навколо Сонця. З точки зору наземного спостерігача річний рух Сонця небесною сферою на тлі нерухомих зір відбувається вздовж екліптики. Екліптика є важливою площиною відліку й основою екліптичної системи небесних координат.
Кут нахилу площини екліптики до небесного екватора дорівнює куту нахилу площини екватора Землі до площини її орбіти та становить близько 23,4°. Точки перетину екліптики з небесним екватором називають точками рівнодення.
Походження назви від грецького «затемнення» пов'язане з тим, що місячні й сонячні затемнення відбуваються лише тоді, коли Місяць у своєму русі небосхилом перетинає екліптику. Екліптика проходить через 12 сузір'їв, які називають зодіакальними сузір'ями, та сузір'я Змієносця.

## Видимий рух Сонця
Екліптика — це видимий шлях Сонця небом протягом року.
Оскільки Земля обертається навколо Сонця за один рік, Сонцю теж потрібний один рік, щоб його видиме із Землі положення зробило повне коло вздовж екліптики. Поділивши 360° на трохи більше ніж 365 днів у році, отримуємо, що Сонце щодня рухається трохи менше ніж на 1° на схід. Цей невеликий зсув Сонця відносно зір змушує будь-яку конкретну точку на поверхні Землі кожного дня наздоганяти Сонце приблизно на чотири зайві хвилини, тому сонячний день на Землі триває 24 години, тоді як зоряний день — лише 23 години 56 хвилин. Ця модель заснована на гіпотетичній Землі, яка обертається навколо Сонця з однаковою швидкістю. Фактична кутова швидкість, з якою Земля обертається навколо Сонця, дещо змінюється протягом року, тому видима швидкість руху Сонця екліптикою теж змінюється. Наприклад, Сонце перебуває на північ від небесного екватора приблизно 185 днів на рік і на південь від нього — приблизно 180 днів. Зміна орбітальної швидкості пояснює частину рівняння часу.
Через рух Землі навколо барицентру системи Земля-Місяць видима траєкторія Сонця злегка коливається з періодом близько одного місяця. Через гравітаційні збурення з боку інших планет Сонячної системи барицентр системи Земля-Місяць додатково коливається у складний спосіб навколо свого середнього положення.

## Положення відносно небесного екватора

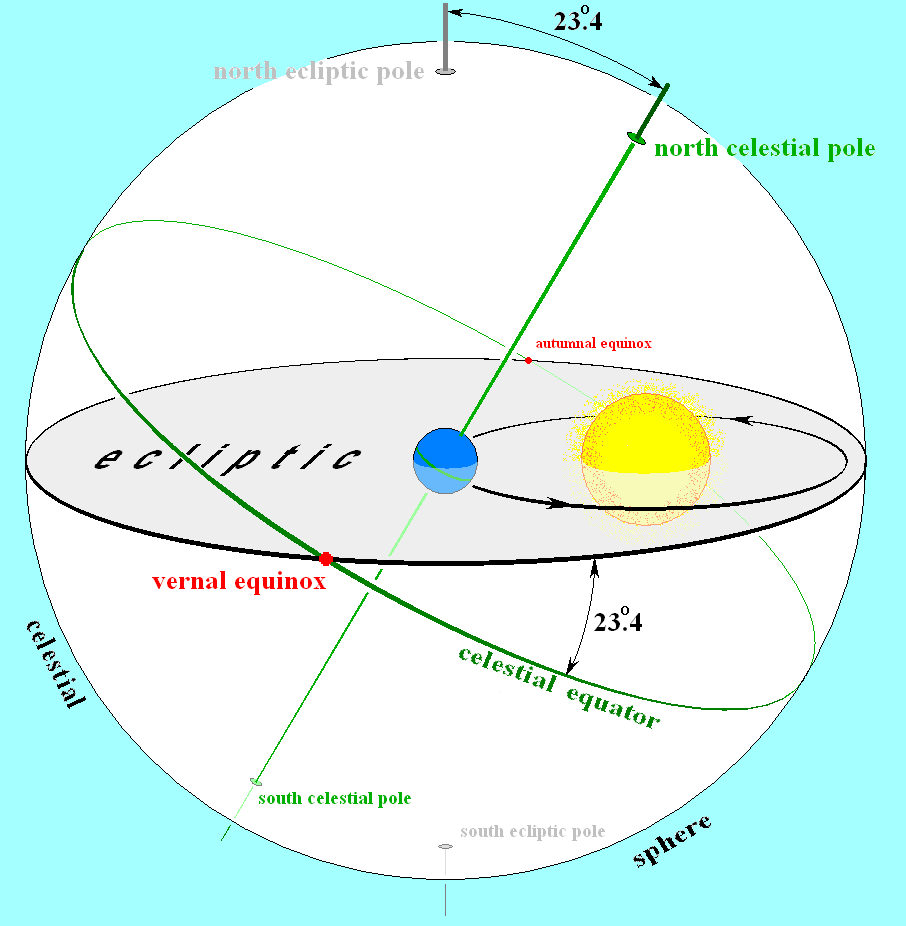
Площина орбіти Землі (показана сірим), спроєктована на небесну сферу, утворює екліптичне коло (показане чорним). Зеленим показані небесний екватор і полярна вісь Землі. Червоним відмічені точки весняного й осіннього рівнодення, де екліптика перетинає небесний екватор.

Оскільки вісь обертання Землі не перпендикулярна до площини її орбіти, то екваторіальна площина Землі не збігається з площиною екліптики, а нахилена до неї приблизно під кутом 23,4°, який відомий як нахил осі обертання. Екватор Землі, проєктуючись на небесну сферу, утворює небесний екватор, який перетинає екліптику в двох точках, названих точками рівнодення. Сонце під час свого видимого руху екліптикою перетинає небесний екватор у цих точках, один раз з півдня на північ, другий раз — з півночі на південь. Перетин з півдня на північ називають точкою весняного рівнодення або висхідним вузлом екліптики, а перетин з півночі на південь — точкою осіннього рівнодення або низхідним вузлом.
Орієнтація осі Землі не є фіксованою — вісь обертається навколо полюсів екліптики з періодом близько 26 000 років. Цей процес, відомий як місячно-сонячна прецесія, зумовлений переважно гравітаційним впливом Місяця та Сонця на сплюснуту фігуру Землі. Екліптика також не є фіксованою — гравітаційні збурення інших тіл Сонячної системи спричиняють слабкий рух площини орбіти Землі, а отже, й екліптики, відомий як планетна прецесія. Сукупну дію цих двох рухів називають загальною прецесією, і вона змінює положення точок рівнодення приблизно на 50 кутових секунд (близько 0,014°) на рік.
На цей повільний прецесійний рух накладаються короткочасні періодичні коливання земної осі малої амплітуди, відомі як нутація. Це додає періодичний компонент до положення рівнодення. Положення небесного екватора та рівнодення з повністю врахованими прецесією та нутацією називають справжнім екватором та справжнім рівноденням, а положення без врахування нутації — середнім екватором і середнім рівноденням.

## Нахил екліптики
Нахил екліптики — це термін, який астрономи використовують для позначення нахилу екватора Землі відносно екліптики або осі обертання Землі відносно перпендикуляра до екліптики. Він зараз становить близько 23,4° і зменшується на 0,013° (47 кутових секунд) за сто років через планетарні збурення.
Кутове значення нахилу визначається зі спостережень за рухом Землі та інших планет. З покращенням точності спостережень і зростанням розуміння динаміки астрономи розраховують нові фундаментальні ефемериди . З цих ефемерид визначають різні астрономічні величини, зокрема нахил осі Землі.
| Зміна нахилу екліптики з часом |
| --- |
| До 1983 року нахил для будь-якої дати обчислювався на основі роботи Ньюкомба, яка ґрунтувалась на положеннях планет приблизно до 1895 року: ε = 23°27′08.26″ − 46.845″ T − 0.0059″ T2 + 0.00181″ T3, де ε — нахил, а T — тропічне століття з епохи B1900.0 до поточної дати. З 1984 року основними ефемеридами Астрономічного альманаху стали Development Ephemeris, розраховані комп'ютером Лабораторії реактивного руху. На основі спостережень з 1911 по 1979 роки, було виведено таку ормулу для нахилу: ε = 23°26′21.45″ − 46.815″ T − 0.0006″ T2 + 0.00181″ T3, де T — юліанське століття від J2000.0. Основні ефемериди Лабораторії реактивного руху постійно оновлювалися. Астрономічний альманах за 2010 рік визначає: ε = 23°26′21.406″ − 46.836769″ T − 0.0001831″ T2 + 0.00200340″ T3 − 0,576×10−6″ T4 − 4,34×10−8″ T5. Ці вирази для нахилу призначені для отримання високої точності на відносно коротких проміжках часу порядку кількох століть. Ласкар обчислив вираз до членів порядку T10, який мав точність в межах 0.04″ /1000 років протягом 10 000 років. Усі ці вирази наведено для середнього кута нахилу, тобто без урахування нутації. Справжній або миттєвий нахил включає також нутацію. |

|                                       |
| Зміна нахилу екліптики за 20000 років |

|                                         |
| Зміна нахилу екліптики за 1000000 років |

## Площина Сонячної системи
Більшість великих тіл Сонячної системи обертаються навколо Сонця майже в одній площині. Це пов'язано з тим, як Сонячна система утворилася з протопланетного диска. Ймовірно, найкращим сучасним наближенням до того диска є незмінна площина Сонячної системи. Орбіта Землі, а отже, й екліптика, нахилена на 1,57° до незмінної площини, орбіта Юпітера — на 0,32°, орбіти інших великих планет перебувають у межах нахилу приблизно 6° від незмінної площини. Через це більшість тіл Сонячної системи рухаються небом дуже близько до екліптики.
Незмінна площина визначається кутовим моментом усієї Сонячної системи — векторною сумою всіх орбітальних і обертальних моментів усіх тіл системи. Понад 60 % від загального кутового моменту припадає на орбітальний рух Юпітера. Для розрахунку повного кутового моменту треба врахувати всі (в тому числі ще невідкриті) об'єкти Сонячної системи. Через таку невизначеність незмінної площини та через те, що екліптика точніше вимірюється через видимий рух Сонця, саме екліптику використовують як площину для відліку координат в Сонячній системі — як для точності, так і для зручності. Єдиним недоліком використання екліптики замість незмінної площини є те, що в геологічних масштабах часу вона рухається відносно інерціальної систему відліку.
|                                |
| Вид згори на площину екліптики |

|                                |
| Вид збоку на площину екліптики |

|                                              |
| 4 планети, розташовані майже на одній прямій |

## Небесна площина відліку
Екліптика утворює одну з двох фундаментальних площин, які використовуються як орієнтир для позицій на небесній сфері (іншою є небесний екватор). З двох фундаментальних площин екліптика з більшою точністю є нерухомою на фоні зір, її рух становить приблизно 1/100 руху небесного екватора.
|                | Довгота | Широта | Відстань |
| Геоцентричні   | λ       | β      | Δ        |
| Геліоцентричні | л       | b      | r        |

Сферичні координати, відомі як екліптична система координат, використовують для визначення положення тіл на небесній сфері відносно екліптики. Екліптична довгота вимірюється на схід від 0° до 360° вздовж екліптики від точки весняного рівнодення у тому самому напрямку, в якому відбувається видимий рух Сонця. Екліптична широта вимірюється перпендикулярно до екліптики, від +90° для північного полюса екліптики до −90° для південного полюса, а сама екліптика має широту 0°. Третьою сферичною координатою слугує відстань до об'єкта, яка в межах Сонячної системи зазвичай вимірюється в астрономічних одиницях. За центр екліптичної системи координат можна приймати як Сонце, так і Землю. Традиційні позначення екліптичних координат подані в таблиці.
Екліптичні координати зручні для визначення положень об'єктів Сонячної системи, оскільки більшість орбіт планет мають невеликі нахили до екліптики і тому завжди розташовані відносно близько від неї. Оскільки орбіта Землі, а тому й екліптика, рухається дуже повільно, то така система відліку близька до інерціальної.
Через прецесійний рух точки рівнодення екліптичні координати об'єктів на небесній сфері поступово змінюються. Щоб задати положення в екліптичних координатах, треба уточнити епоху — дату, на яку береться точка рівнодення.

## Затемнення

Орбіта Місяця рухається навколо Сонця рпазом із Землею, зберігаючи нахил до екліптики 5°. Затемнення можливі, коли Місячні вузли збігаються з напрямком на Сонце (приблизно кожні 6 місяців).

Орбіта Місяця нахилена приблизно на 5,145° до екліптики. Тому затемнення не відбуваються в кожному сполученні чи протистоянні Місяця — зазвичай він в ці моменти проходить вище або нижче екліптики. Затемнення можуть відбуватися лише поблизу точок перетину площин орбіт Місяця і Сонця — в так званих вузлах місячної орбіти. Від цього зв'язку із затемненнями й походить назва екліптики, яка грецькою означає «затемнення».

## Рівнодення і сонцестояння
Точні моменти рівнодення та сонцестояння — це моменти, коли видима екліптична довгота Сонця становить 0°, 90°, 180° та 270°. Через збурення орбіти Землі та наявність високосних років у календарі ці моменти не є фіксованими, а трохи різняться між роками.

## Зодіакальні сузір'я

Карта сузір'їв з нанесеною на них екліптикою. Зодіакальні сузір'я відмічені сірим

Екліптика проходить через такі 13 сузір'їв:
- Овен
- Телець
- Близнята
- Рак
- Лев
- Діва
- Терези
- Скорпіон
- Змієносець[32] (в давні часи не включався в зодіак)
- Стрілець
- Козоріг
- Водолій
- Риби

Сузір'я Кита й Оріона не перетинаються екліптикою, але перебувають достатньо близько від неї, щоб Місяць і планети могли іноді в них заходити.
Смуга навколо екліптики завширшки близько 20°, через яку рухаються Сонце, Місяць і всі планети, називається зодіаком. В античні часи ця область була поділена на 12 знаків зодіаку, кожен з яких приблизно відповідав руху Сонця за один місяць і простягався за довготою приблизно на 30°. Цю стародавню відповідність між датами та знаками зодіаку продовжують використовувати в астрології понині, незважаючи на те, що через прецесію рівнодення відповідність між датами і сузір'ями змістилась приблизно на місяць, так що, наприклад, астрологічний знак Рака найчастіше мають люди, народжені, коли Сонце перебувало в сузір'ї Близнят, знак Близнят — народжені, коли Сонце перебувало в сузір'ї Тельця тощо.